# Mainauen bei Sulzbach und Kleinwallstadt
Das Naturschutzgebiet Mainauen bei Sulzbach und Kleinwallstadt liegt im Landkreis Miltenberg und umfasst die naturnahe Flusslandschaft am rechten Ufer des Mains zwischen den unterfränkischen Gemeinden Kleinwallstadt und Sulzbach am Main. Es ist der letzte naturnahe Auenbereich am Untermain.

## Veränderung der Uferbereiche durch Flusskorrekturen
Bis Anfang des 19. Jahrhunderts waren die Ufer des Mains unbefestigt und vielfach sumpfig. Der Fluss hatte eine nur geringe Wassertiefe, die sich zudem jahreszeitlich stark änderte. Ufergebiete wurden regelmäßig überschwemmt. Die Schifffahrt erfolgte mit kleinen Booten flussaufwärts durch Treideln, flussabwärts durch Segeln oder Treibenlassen.
Durch die steigenden Anforderungen der Schifffahrt kam es Mitte des 19. Jahrhunderts zu einer Mittelwasserkorrektion mit dem Ziel einer Mindestfahrwassertiefe von 90 cm und einer Fahrrinnenbreite von 26 m. In den Fluss weisende Buhnen engten das Flussbett ein und erhöhten den Wasserstand, aber auch die Fließgeschwindigkeit in der Flussmitte. Dadurch wurden Sedimente am Grund des Flussbetts abgetragen, während sich gleichzeitig Sedimentablagerungen im Bereich der Buhnenfelder mit langsamer Fließgeschwindigkeit ablagerten. Die für das Treideln benötigten Leinpfade am Ufer wurden befestigt. Da die Schiffe an langen Seilen von Pferden gezogen wurden, gab es zwischen Ufer und Leinpfad keinen höheren Bewuchs. Aus ökologischer Sicht bedeutete die Mittelwasserkorrektion bereits erste signifikante Veränderungen der Uferlandschaft.
Mit Einführung der Dampfschifffahrt wurden die immer größer werdenden Schiffe seit dem Ende des 19. Jahrhunderts als Schleppverband von Kettenschleppschiffen gezogen und die Treidelschifffahrt wurde aufgegeben. Die Kettenschifffahrt erhöhte zwar die Transportleistung auf dem Main deutlich, doch wuchs die Nachfrage an günstigen und schnellen Transportwegen durch die zunehmende Industrialisierung immer schneller. Das konnte nur durch eine noch größere Fahrwassertiefe und gleichzeitig eine geringere Fließgeschwindigkeit erreicht werden. Ab 1920 wurde der Main durch Aufstauen des Flusses in seenartige, langsam fließende Abschnitte zu einer Großschifffahrtsstraße umgebaut. Flachwasserbereiche, Altarme und Buhnenfelder wurden abgeschnitten und meist zugunsten anderer Nutzung aufgelandet und verfüllt. Die Ufer wurden durch Schüttungen aus größeren Steinen befestigt. Diese Maßnahmen stellten in den meisten Flussabschnitten einen massiven Eingriff in die Landschaft dar. Naturnahe Flussauen blieben nur noch an wenigen Stellen erhalten.

## Geschichte, Lage und Größe des Naturschutzgebiets

Lage des Naturschutzgebiets

Der Erhalt der naturnahen Flusslandschaft zwischen Sulzbach und Kleinwallstadt ist einerseits auf die Abtrennung des Mainvorlandes durch die 1876 fertiggestellte Eisenbahnstrecke (Maintalbahn) vom geschlossenen Ortsbereich von Sulzbach zurückzuführen. Andererseits verhinderten regelmäßige Hochwasser eine Besiedlung. Die Fläche wurde extensiv genutzt. Am 16. Mai 1994 wurde der 50 m bis 400 m breite und etwa 5 km lange Ufer- und Vorlandstreifen von der Regierung Unterfranken als Naturschutzgebiet ausgewiesen.
Das Naturschutzgebiet „Mainauen bei Sulzbach und Kleinwallstadt“ liegt rechtsmainisch im unteren und mittleren Staubereich zwischen den Staustufen Obernau und Kleinwallstadt. Der größte Teil des Naturschutzgebiets befindet sich auf der Gemarkung des Marktes Sulzbach. Der südliche Teil gehört zu Kleinwallstadt, während ein kleiner Teil im Norden auf Niedernberger Gebiet liegt. Das Naturschutzgebiet wird im Osten von der Staatsstraße St2309 flankiert, die direkt am Naturschutzgebiet entlangführt. Es wird von der zur Mainbrücke führenden Staatsstraße St2313 und dem Zufahrtsweg zur Natorampe in zwei Teile geschnitten.
Im Jahr 2004 erfolgte eine Eingliederung des Naturschutzgebiets in das neu ausgewiesene FFH-Gebiet (Flora–Fauna–Habitat) „Maintal und -hänge zwischen Sulzbach und Kleinwallstadt“, das eine Gesamtgröße von etwa 300 Hektar aufweist.

## Flora und Fauna

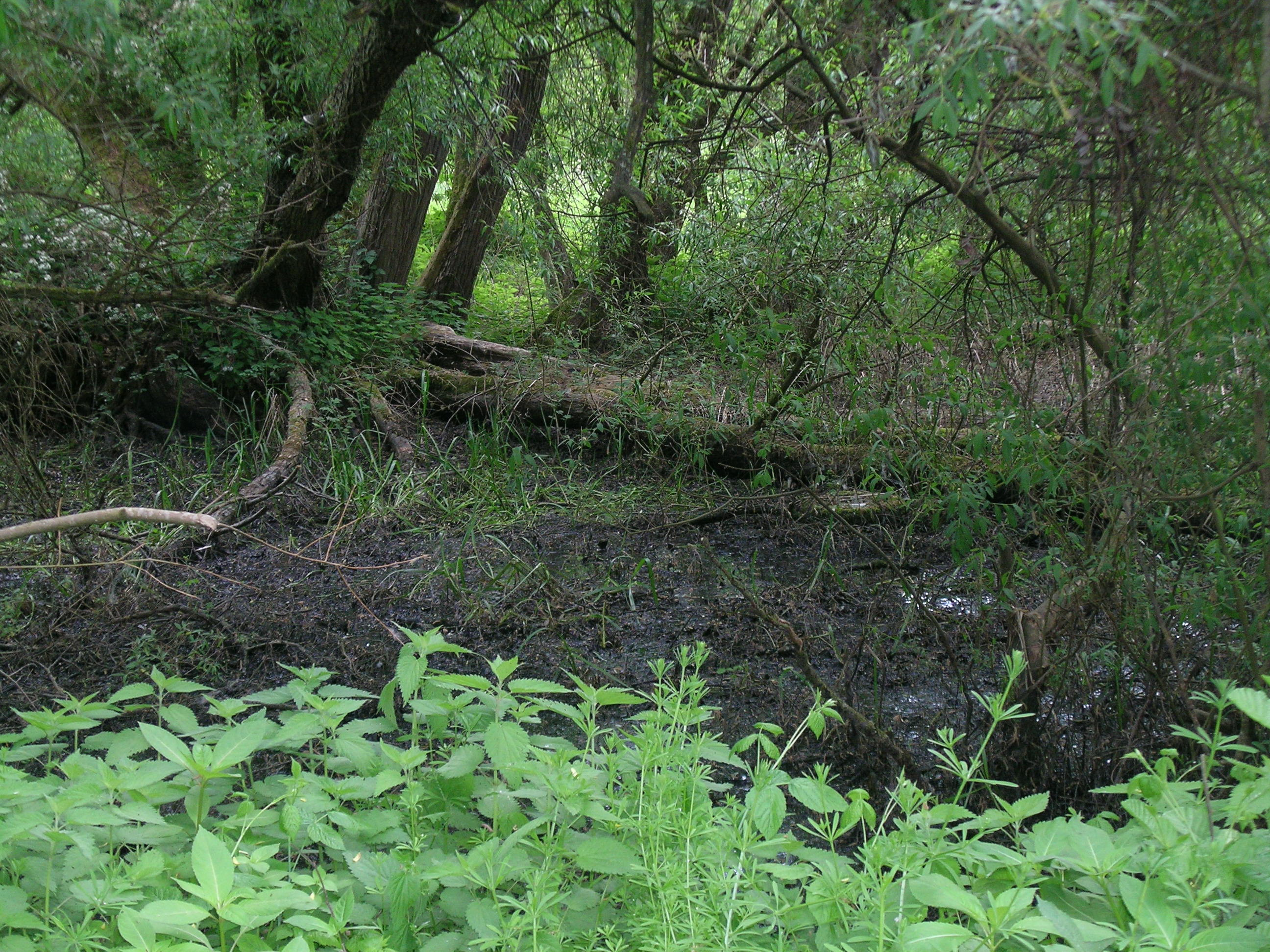
Auenwald im Bereich Kohlplatz

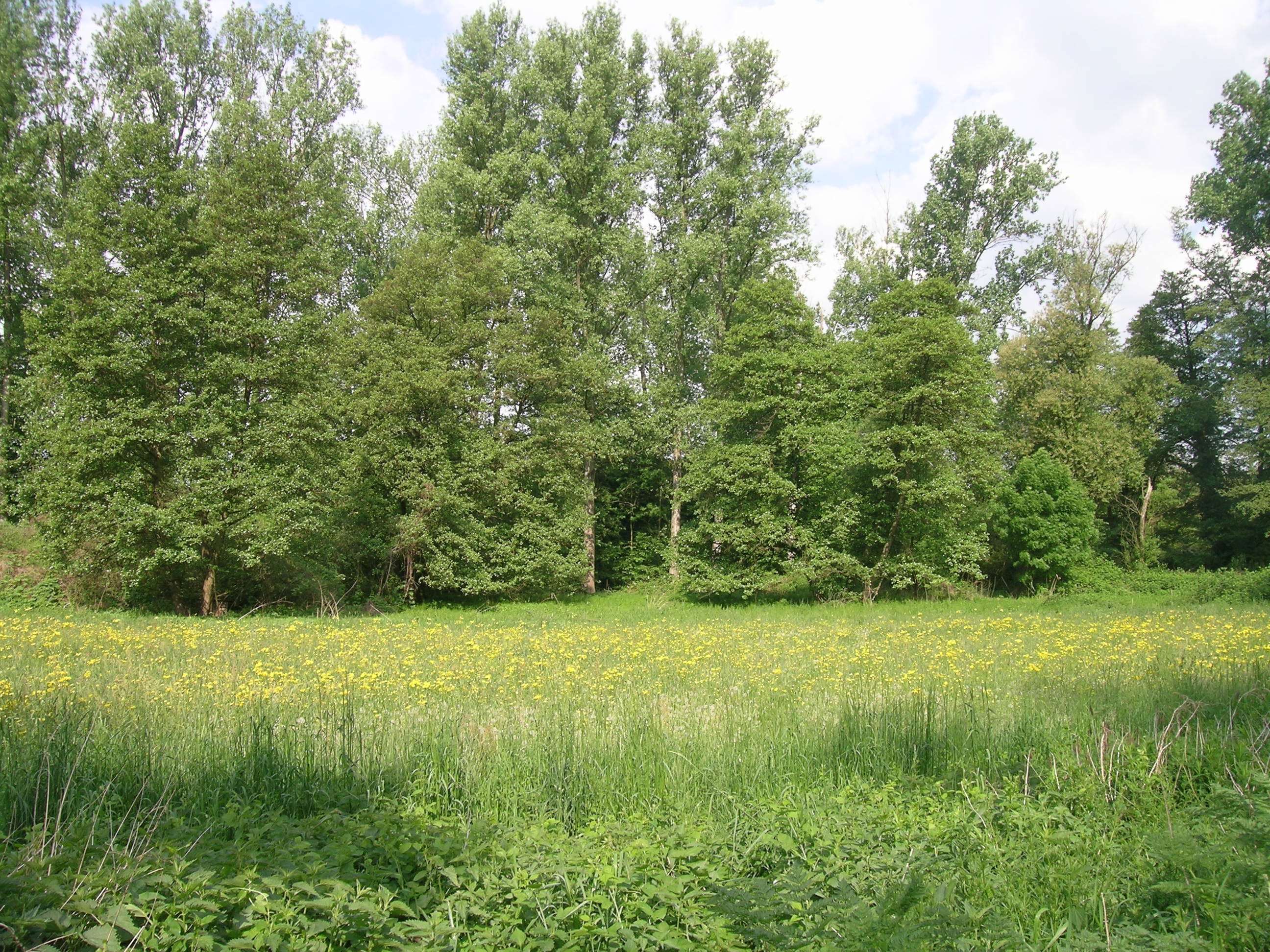
Magere Flachland-Mähwiese

Das Naturschutzgebiet „Mainauen bei Sulzbach und Kleinwallstadt“ besteht aus unterschiedlich breiten, auwaldähnlichen Ufergehölzen und vorgelagerten Buhnenfeldern sowie den dahinterliegenden Grünlandflächen und Streuobstwiesen. Innerhalb des Schutzgebietes werden verschiedene Zonen unterschieden. Für die Zonen vom Typ „A“ und „B“ besteht Betretungsverbot.
Ein besonders geschütztes Gebiet ist der 550 m lange und bis zu 70 m breite Streifen „Kleiner Gries“ bei Kleinwallstadt. Der Streifen wird durch einen etwa 70 m langen Altarm geprägt, der über das vorgelagerte Buhnenfeld eine einseitige Verbindung zum Hauptstrom besitzt. Der Bereich um den Altarm herum zeichnet sich durch dichten Bewuchs aus Weidengehölzen, Hochstauden, Röhricht-, Brennnessel- und Krautsäumen aus und ist auf der Landseite von extensiv genutztem Grünland umgeben. In strömungsarmen Flachwasserbereichen sind Schwimmblattpflanzen wie die Teichrose, aber auch Schwertlilien und andere feuchtigkeitsliebende Pflanzenarten zu finden. Die Vegetationsvielfalt bietet vielen, zum Teil in ihrem Bestand bedrohten Vogelarten Ruhezone, Nahrungs-, Brut- und Lebensraum. Der Kleine Gries gehört zur Zone „A“ und damit zu den zwei wertvollsten und empfindlichsten Teilräumen des Schutzgebiets.
Im Norden des Schutzgebiets befindet sich der „Kohlplatz“, ein Auenbereich, der durch hohe Bodenfeuchtigkeit geprägt ist. Sie wird durch das Aufstauen des Mains, aber auch durch den Sulzbach verursacht, der durch dieses Gebiet fließt. Der ursprüngliche Bachverlauf wurde bei der Flussregulierung verlegt und mündet im Vergleich zur ursprünglichen Mündung etwa 150 m flussabwärts in den Main. Größere Bereiche des Erlenbruchwalds sind sumpfiges Gebiet und bieten einen optimalen Lebensraum für Sumpfpflanzen, Amphibien, Libellen und zahlreiche Singvögel. Aber auch der Biber hat sich hier angesiedelt. Im Frühling sind große Teile des Kohlplatzes von einem dichten Teppich aus Bärlauch überzogen.
Bei den Grünlandflächen, die einen großen Teil des Naturschutzgebiets ausmachen, handelt es sich um extensiv genutzte Magere Flachland-Mähwiesen. Gemäht wird nur wenige Male im Jahr, jedoch nicht vor der Hauptblütezeit der Wiesenblumen. Das führt zu blütenreichen Grünlandflächen, die zu einem besonderen Artenreichtum an Insekten wie Schmetterlingen oder Wildbienen führt. Auf eine künstliche Düngung der Wiesen wird verzichtet. Die Grünlandflächen sind außerdem Brut- und Rastplatz vieler Vögel, wie Gänse.
Im Naturschutzgebiet Mainauen befinden sich zahlreiche Röhrichtflächen entlang der Uferlinie des Mains und des Flutgrabens. Diese Flächen bieten zahlreichen Insekten und Vogelarten ideale Lebensbedingungen. Die großen Schilfflächen zur Zeit der Ausweisung als Naturschutzgebiet 1994 haben sich inzwischen allerdings auf etwa die Hälfte reduziert. Schuld daran sind zum einen die Veränderungen der Uferbefestigung zum Schutz von Wellenschlag, aber zum anderen auch ein zu geringer Schutzstreifen um die Schilfflächen bei der Mahd. Diese Veränderungen haben sicher auch dazu geführt, dass die Rohrweihe, die damals noch regelmäßig im Schilf brütete, seit mehreren Jahren ausbleibt und auch die Zahl der Haubentaucher deutlich zurückgegangen ist.
Andererseits sind in den Mainauen neue Vogelarten zu finden. Seit 1989 sind insbesondere verschiedenen Arten von Gänsen zu beobachten, wie die Graugans, die Nilgans und die Kanadagans, die hier ihre Brutplätze finden.

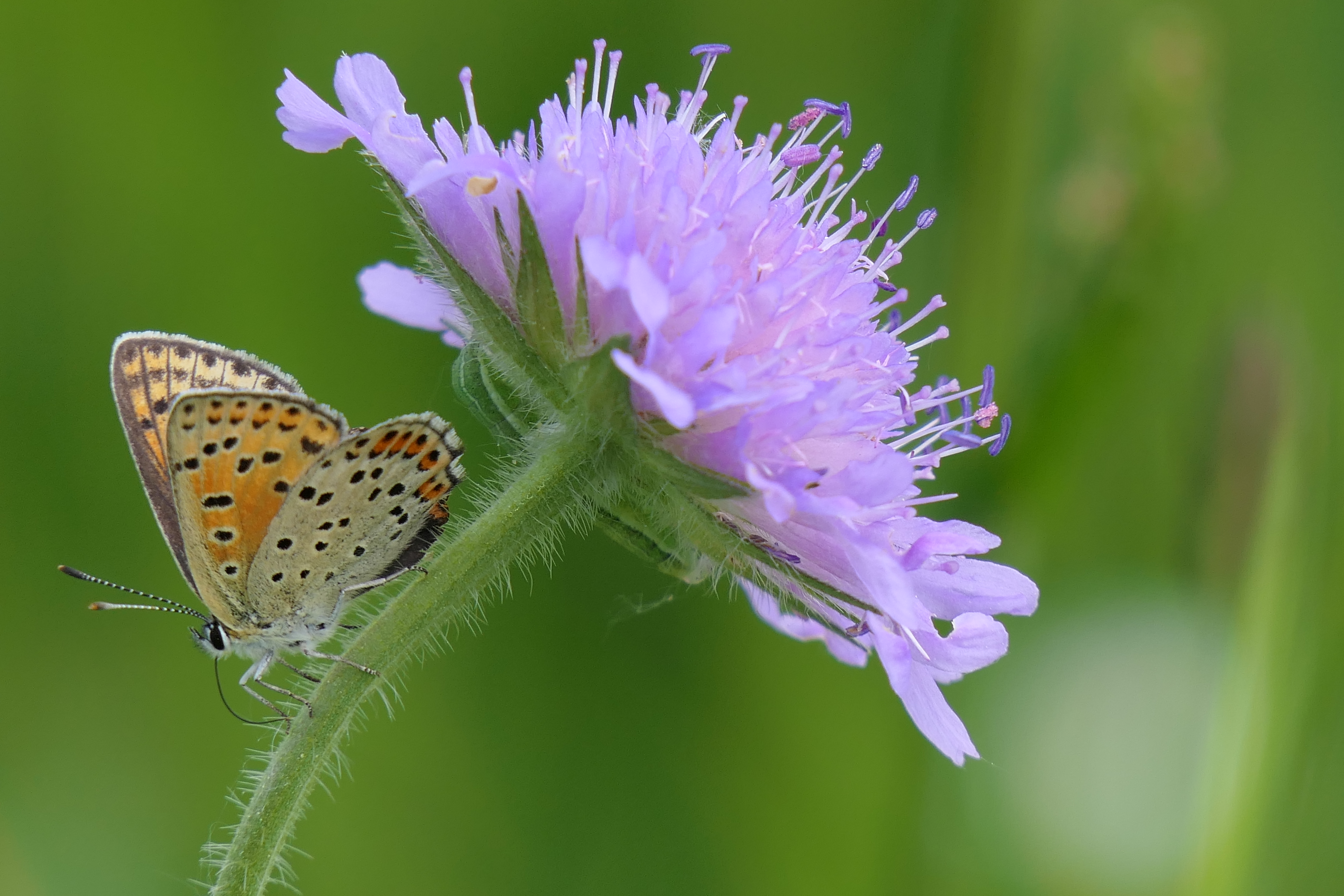
Vermutliches Weibchen des Lilagold-Feuerfalters auf einer Acker-Witwenblume
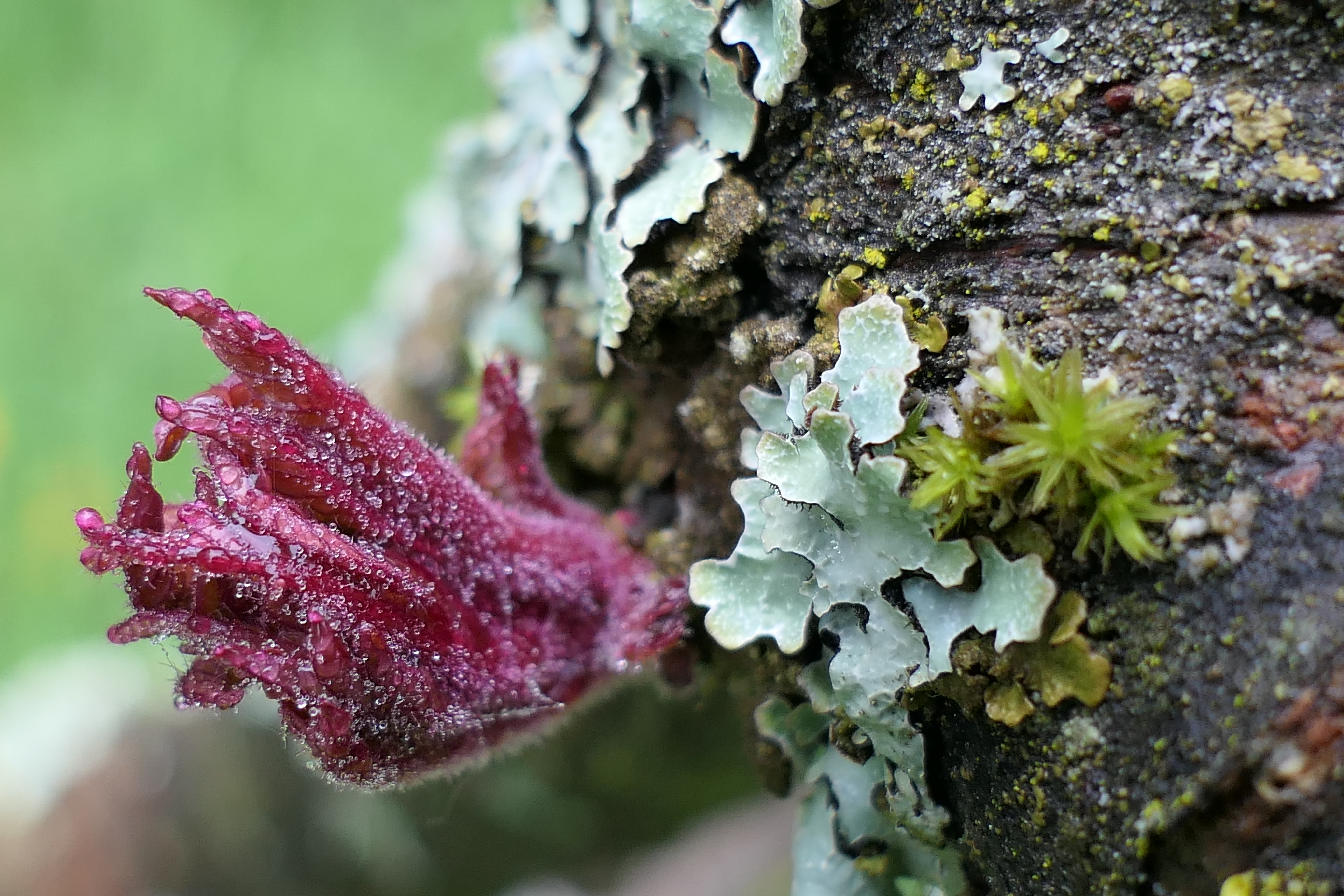
Flechten auf Baumrinde
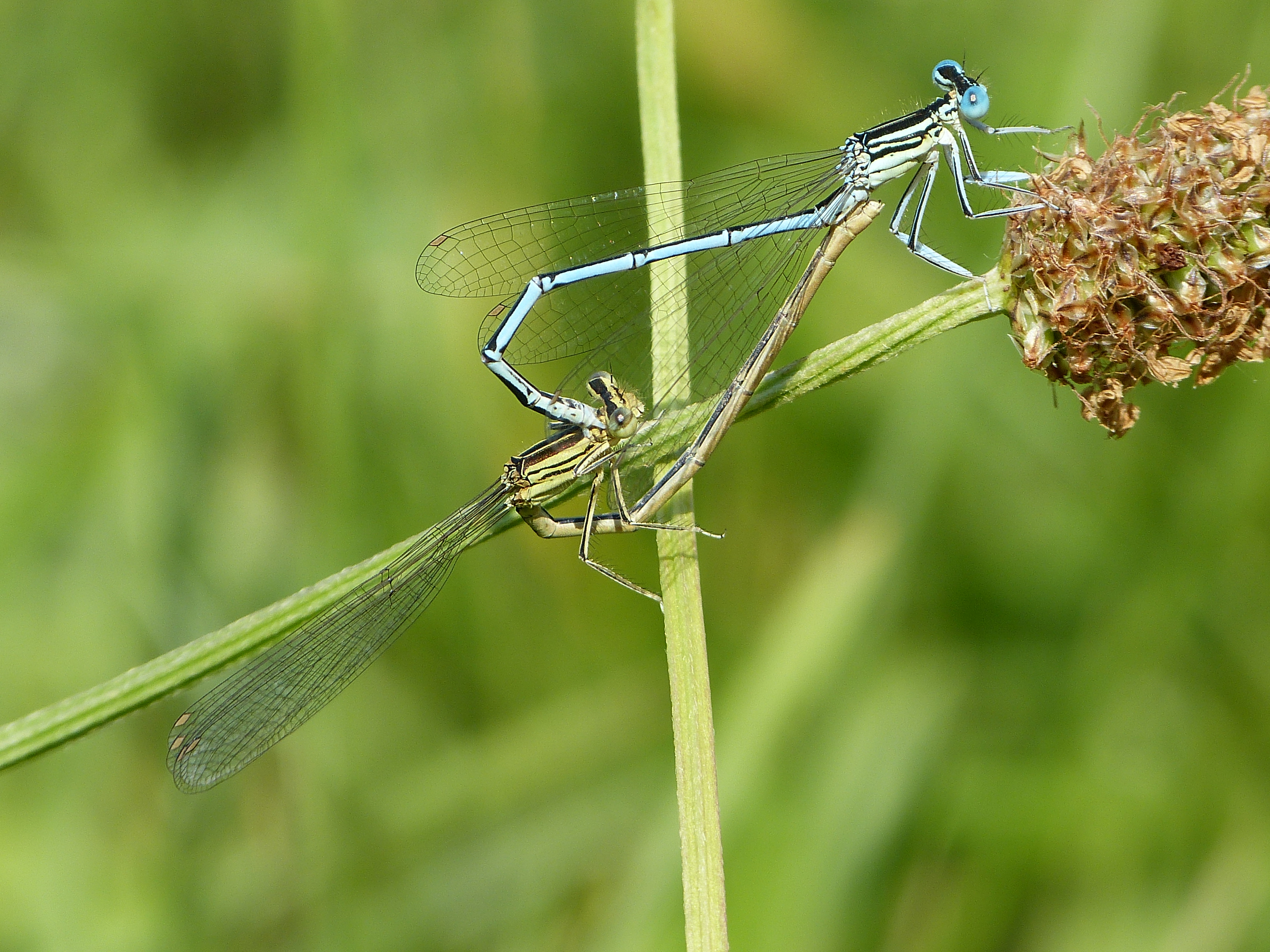
Blaue Federlibellen während der Paarung
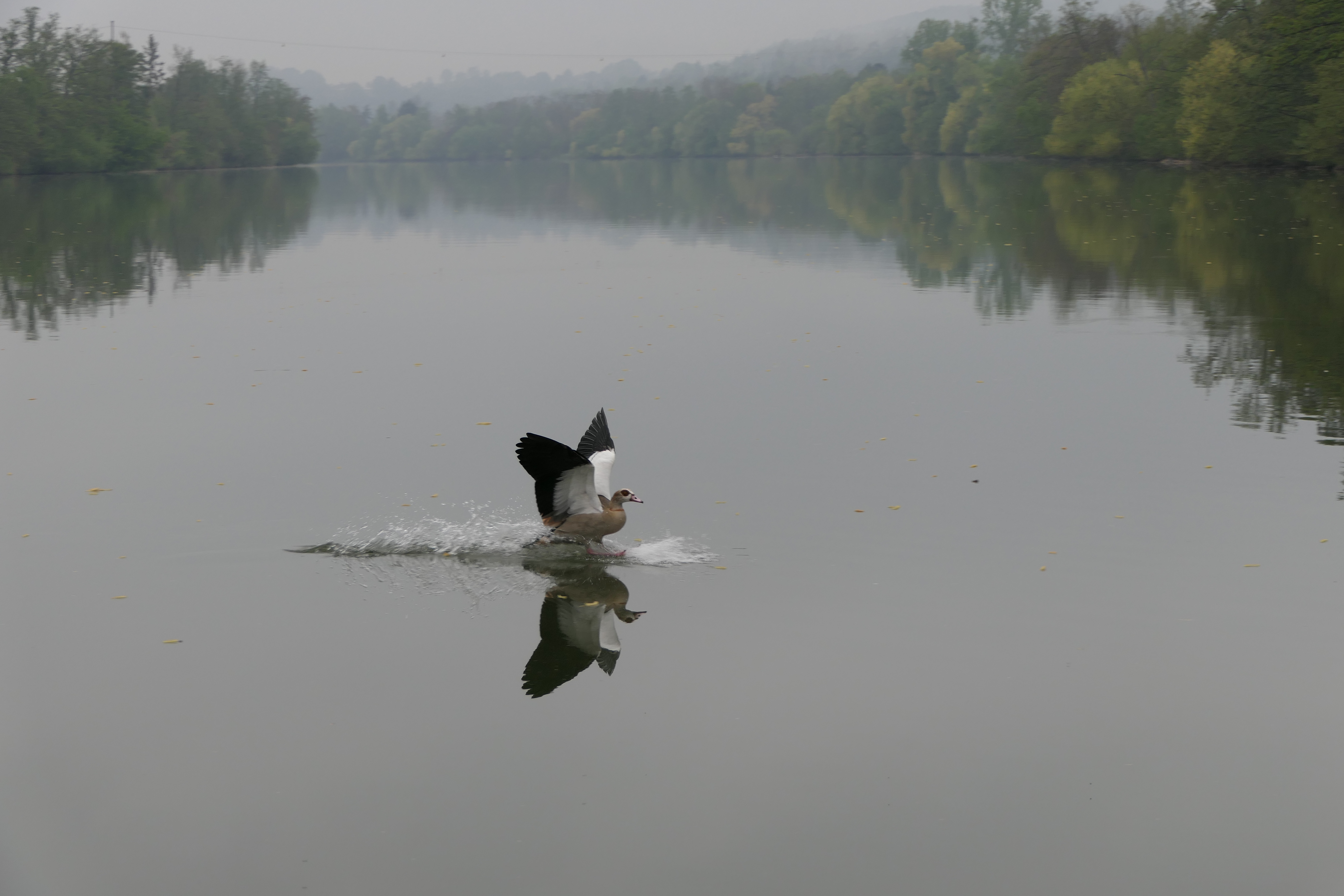
Landung einer Nilgans auf dem Main
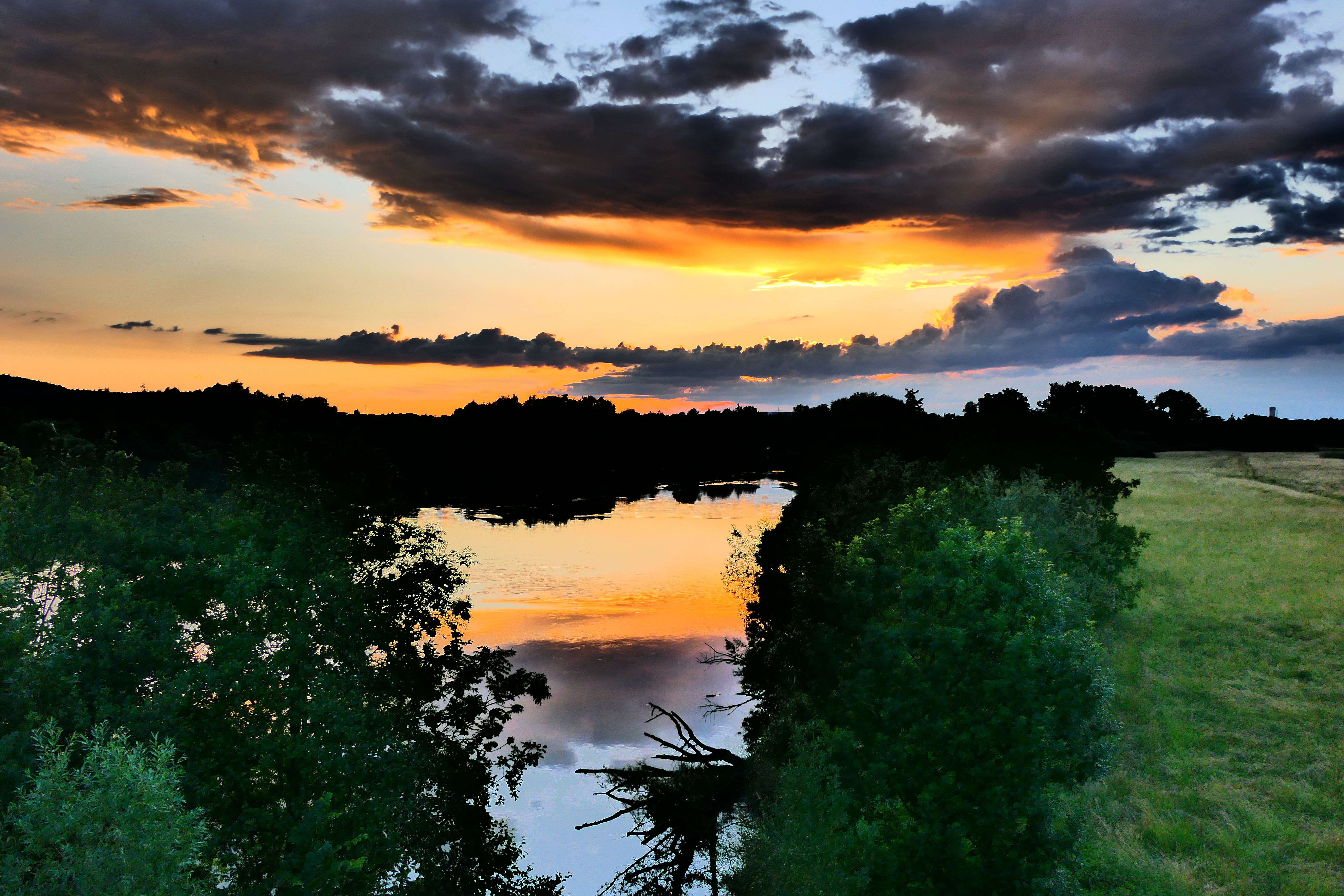
Sonnenuntergang über den Mainauen